# Doble-R
Rignald Silvestre Recordino (31 december 1950), beter bekend als Doble-R, is een Curaçaos componist, musicus en arrangeur. Zijn grote verdienste is dat hij Papiamentstalige liedjes schreef. Hij is bespeler van de piano, wiri, chapi, en kueru. Hij is een bekende muziekartiest op Curaçao en andere Caraïbische eilanden.
Doble-R brengt reeds sinds de jaren zeventig singles en platen uit en heeft meer dan 700 composities op zijn naam staan. Met nummers als "E mundu ta lora", "Tula Warda", "Salomon" en "Un Pueblo Mansu" verkreeg Rignald Recordino bekendheid met Antilliaanse muziek. In Nederland scoorde hij in 1982 een hit met "Zullen we maar weer...". Toen de verkoop van zijn werk terugliep, trok hij zich terug en organiseerde hij karaokeavonden bij hem thuis. Met zijn huidige groep Doble-R Klásiko treedt hij slechts incidenteel op.
In 2010 werd in het Concertgebouw in Amsterdam een viering van zijn muziek op touw gezet. Onder begeleiding van het Metropole orkest werd een gedeelte van zijn arrangement, vertolkt door o.a. Karin Bloemen, ten gehore gebracht. Het succes inspireerde hem om aan een comeback te werken.
In 2011 kwam hij weer in de belangstelling van de Nederlandse kijkers toen Ivette Forster in het VPRO-programma Het uur van de wolf een documentaire aan hem wijdde. Ook ging hij op tournee met Trafassi-man Edgar Burgos.
Hij is Ridder in de Orde van Oranje Nassau en won in 1987 de Cola Debrotprijs. In 2004 ontving hij de Tapushi di oro. In 2014 werd een deel van de Santa Rosaweg, tussen Santa Rosa en Montaña Abou, naar hem genoemd, de Kaminda Rignald Recordino. In 2023 werd hij onderscheiden met het Krus di Mérito Kórsou.